# I Am…
I Am…, lansat pe 6 aprilie 1999, este al treilea album al raperului Nas. Considerat un album de revenire dupa 3 ani de la ultimul album lansat, albumul a debutat pe locul 1 in topuri, vanzand peste 470000 de copii in prima saptamana de la lansare. In ciuda criticilor primite pentru "comercialitatea" sa, albumul a fost primit bine de catre fani.

## Conceptul initial
Initial, albumul trebuia sa se intituleze I Am...The Autobiography si sa fie un album autobiografic, continand doua CD-uri. Totusi, Nas a fost nevoit sa renunte la piese si sa faca un singur CD. "I Am..." a fost unul din primele mari albume care "s-a scurs" pe Internet in format MP3. Unele melodii au fost lansate in 2002 in compilatia The Lost Tapes. Conceptul initial al albumului "I Am..." poate fi vazut in melodii precum "Fetus", de pe The Lost Tapes. In total, Nas a inregistrat in jur de 110 melodii pentru acest album.

## Lista melodiilor
1. "Album Intro" - 2:51
2. "N.Y. State of Mind Pt. II" - 3:36
3. "Hate Me Now" - Nas & Puff Daddy - 4:44
4. "Small World - 4:45
5. "Favor for a Favor" - Nas & Scarface - 4:07
6. "We Will Survive" - 5:00
7. "Ghetto Prisoners" - 4:00
8. "You Won't See Me Tonight" - Nas feat. Aaliyah - 4:22
9. "I Want to Talk to You" - 4:36
10. "Dr. Knockboot" - 2:25
11. "Life Is What You Make It" - Nas & DMX - 4:04
12. "Big Things" - 3:39
13. "Nas Is Like" - 3:57
14. "K-I-SS-I-N-G" - 4:15
15. "Money Is My Bitch" - 4:02
16. "Undying Love" - 4:23